# 及川由美
及川 由美（おいかわ ゆみ、女性、1981年3月12日 - ）は、日本の漫画家。青森県出身。血液型はO型。趣味は料理と読書。
2007年、アフタヌーン四季賞夏のコンテストにて「赤子」で審査員特別賞を受賞。2008年、ウェブコミック誌『スピカ』にて『カラマーゾフの兄弟』のコミカライズ作品の連載でデビュー。

## 作品リスト
- 赤子（2007年、月刊アフタヌーン、講談社） アフタヌーン四季賞 2007夏 谷口ジロー賞受賞作。同誌2007年10月号付録「四季賞PORTABLE Vol.7 2007夏」に収録。
- カラマーゾフの兄弟（原作：ドストエフスキー、スピカ、幻冬舎、全2巻）
- オーダーメイド殺人クラブ（原作：辻村深月、2013年 - 2014年、good!アフタヌーン、講談社、全2巻）
- 荒神兄弟の復讐（2021年 - 連載中、COMIC FUZ、芳文社、既刊1巻）